# الحليمي
أبو عبد الله الحسين بن الحسن بن محمد بن حليم الحليمي الشافعي (338 هـ - 403 هـ) هو القاضي العلامة رئيس المحدِّثين والمتكلمين بما وراء النهر، أحد الأذكياء الموصوفين، ومن أصحاب الوجوه في المذهب، وقد برز في الأدب والبيان. أخذ عن أبي بكر القفَّال، والإمام أبي بكر الأُودَنِيّ وحدث عن خلف بن محمد الخيام، وأبي بكر محمد بن أحمد بن خَنْب، وبكر بن محمد المروزي الدخمسيني وآخرون.

## نشأته
ولد الحليمي في سنة 338 هـ، وقد اختلف في مكان ولادته فقيل إنه ولد بجُرجان، وحُمِل فنشأ ببُخارى، وقيل بل وُلِد ببخارى. اسمه الحسين بن الحسن بن محمد بن حليم البخاري الشافعي.

## كتبه ومصنفاته
للحليمي عدة مصنفات، وقد حدث عنه: أبو عبد الله الحاكم وهو أكبر منه، والحافظ أبو زكريا عبد الرحيم بن أحمد البخاري، وأبو سعد الكَنْجَرُوذِيّ، وآخرون.
وقد اعتنى الحافظ أبي بكر البيهقي بكلام الحليمي وخصوصاً في كتاب «شعب الإيمان».
والحليمي صاحب وجوه حسان في المذهب، وكانت له اهتمامات في العلم والأدب؛ أخذ عن الأستاذ أبي بكر القفال وأبي بكر الأردني، وسمع أبا بكر محمد بن أحمد بن خَنْب، وخلف بن محمد الخيام، وبكر بن محمد المروزي الدخمسيني وآخرون. له تصانيف مفيدة وقد حدث عنه أبو عبد الله الحاكم، والحافظ أبو زكريا عبد الرحيم البخاري، وأبو سعيد الكنجرودي وآخرون.

أخبر المسند شرف الدين أبو الفضل أحمد بن هبة الله بن تاج الأمناء سنة 695 هـ بقراءة أبي الحجاج الحافظ عن عبد المعز بن محمد قال: 

## وفاته
توفي في شهر ربيع الأول سنة 403 هـ.